# 1FLTV
1FLTV (1 Fürstentum Liechtenstein Television – 1 Telewizja Księstwa Liechtenstein) – kanał telewizyjny uruchomiony w Liechtensteinie 15 sierpnia 2008. Do tego czasu w Liechtensteinie nie nadawano żadnego własnego programu telewizyjnego, a mieszkańcy tego kraju korzystali, obok telewizji satelitarnych, z kanałów krajów sąsiednich: Austrii i Szwajcarii.
Kanał 1FLTV, pierwszy posiadający licencję w Liechtensteinie, nadaje w języku niemieckim; ośrodek mieści się w miejscowości Schaan, a właścicielem stacji jest Beatrix Schartl z Austrii.